# Anton Wilhelm Amo
Anton Wilhelm Amo, z vzdevkom Afer iz Aksima, gansko-nemški filozof, * 1703, vas Awukenu blizu današnjega mesta Aksim, Gana, † okoli 1759, verjetno Gana. 
Amo je prvi temnopolti Afričan, ki je opravljal profesuro na evropskih univerzah. V svojih delih se je ukvarjal z vprašanjem epistemologije (fizikalizem proti dualizmu), legalnim statusom suženjstva in predsodki med izobraženci.

## Izvor in posvojitev
Izviral je ljudstva Nzema (lingvistična skipina Akan). Ko je bil star štiri leta, je bil preko Nizozemske vzhodnoindijske družbe prepeljan v Amsterdam. Ni znano, ali je bil preprljan kot suženj, ali kot posvojenec misijonarja, ki bi bil izobražen za nadaljnjo misijonarsko dejavnost v Gani.
V Amsterdamu so ga posvojili trije nemški vojvode in bratje iz rodbine Braunschweig-Wolfenbüttel, ki so ga krstili in mu dali ime Anton Wilhelm Rudolph. Glavno skrb za njegovo vzgojo in izobraževanje je na koncu prevzel Anton Ulrich Braunschweig-Wolfenbüttel. Verjetno so izobraževanje mladega Antona Wilhelma in njegovo zanimanje za filozofijo spodbujali pogosti obiski eminentnega filozofa tistega obdobja Gottfrieda Wilhelma Leibniza, ki je bil večkrat v gosteh na vojvodovem dvoru. S šolanjem, ki je potekalo v latinščini, je Anton Wilhelm privzel ime Antonius Gvilielmus Amo, Afer iz Aksima. Pod vojvodovim mecenstvom je izpopolnil znanje še ostalih jezikov: grščine, hebrejščine, francoščine, angelščine in nizozemščine. Kljub temu, da je ostala služničad vojvode bila po tedanji modi temnopolta, je bil Amo vzgojen kot plemič.

## Študij in kariera
Leta 1727 se je vpisal na študij prava na Univerzo v Halleju, intelektualnem središču takratne Nemščije. Kot prvi temnopolti doktorand je ubranil dizertacijo s področja kritike kartezijanskega dualizma in promoviral dne 10. oktobra 1730. Za tem je študiral še medicino in psihologijo na Univerzi Wittenberg. Uspešen študij in intelektualno delo sta mu zagotovila vključitev v nemške akademske kroge. Profesuro je opravljal na univerzah v Halleju, Wittenbergu in Jeni.
Prvi rokopis iz leta 1729 »O pravnem statusu Mavrov v Evropi« (latinsko: Dissertatio Inauguralis De Jure Maurorum in Europa) velja za izgubljenega. Ohranil se je zgolj kratek povzetek v analih univerze. Pravni status sodobnega suženjstva naveže na antični Rim. Ker so Afričani vedno bili vazali Rima, je s suženjstvom kršena dediščina rimskega prava, ki zagotavlja svobodo vsem rimskim državljanom, tudi tistim živečim v Afriki. 
Leta 1734 je ubranil še drugo doktorsko tezo »O odsotnosti občutkov zaznave v človeškem umu« (Dissertatio inauguralis de humanae mentis apatheia), v kateri je obravnaval središčni problem kartezijanskega dualizma, namreč povezave duha s telesom. V svojem tretjem delu »Razprava o veščinah razsodnega in natančnega filozofiranja« (De Arte Sobrie et Accurate Philosophandi) iz leta 1736 obširno obravnava intelektualni dogmatizem, presodke in nepoštenost. S smrtjo njegovega zadnjega zaščitnika vojvode Braunschweig-Wolfenbüttel je izgubil tudi intimno socialno vez. Leta 1740 je bil povabljen na Univerzo v Jeni, središču takratnega wolffijanstva. Ker pa je pro-razsvetljensko in pro-agnostično wolffijanstvo pod pritiskom nacionalistične politike v nemških akademskih krogih izgubljalo vpliv, so razmere počasi postajale nevzdržne tudi za Antona Wilhelma.

## Vrnitev v domovino
Priča vedno resnejšemu antisemitizmu, protiliberalnemu sekaštvu, rasni nestrpnosti in akademski zaprtosti, se je leta 1747 odločil za vrnitev v domovino, kjer sta bila še vedno živa njegov oče in sestra. Po pričanju nekega ladijskega zdravnika Nizozemske vzhodnoindijske družbe, ki ga je imel priložnost obiskati, je živel osameljno in socialno izolirano življenje. Po nekaterih pričanjih naj bi umrl v neki trdnjavi Družbe, verjetno leta 1579.

## Vpliv
Anton Wilhelm Amo je po smrti za več kot dve stoletji zapadel v pozabo. Francoski revolucionar in abolicionist Abbé Grégoire ga v De la littérature des Nègres (1808) zgolj omenja kot pogumnega borca za odpravo suženjstva. Leta 1965 so v Halleju odkrili njemu posvečen kip. Tri leta kasneje je Univerza Halle-Wittenbergu izdala njegova dela. Leta 2020 so v Berlinu po njem imenovali ulico.
Kljub temu, da je bival in ustvarjal večino časa v Evropi, se interpreti razhahajo v njegovem statusu evropskega ali afriškega filozofa. Za afriškega ga določa dejstvo, da se je ukvarjal s problemi suženjstva v obdobju in družbenemu okolju, ki ni kazalo zanimanja za te probleme.